# A Tale of Two Cities (1958)
A Tale of Two Cities (Brasil: A Sombra da Guilhotina ) é um filme britânico de 1958, em preto e branco, dos gêneros drama e épico, dirigido por Ralph Thomas, roteirizado por T.E.B. Clarke, baseado no romance de Charles Dickens, música de Richard Addinsell.

## Sinopse
Dois homens, um desiludido advogado inglês e um aristocrata francês, tem seus destinos ligados pela semelhança física, pelo amor a uma mesma mulher, pelos tribunais britânicos e pelo desenrolar da revolução francesa.

## Elenco
- Dirk Bogarde ……. Sydney Carton
- Dorothy Tutin ……. Lucie Manette
- Cecil Parker ……. Jarvis Lorry
- Stephen Murray ……. Dr Manette
- Athene Seyler ……. Miss Pross
- Paul Guers ……. Charles Darnay
- Marie Versini ……. Marie Gabelle
- Ian Bannen ……. Gabelle
- Alfie Bass ……. Jerry Cruncher
- Ernest Clark ……. Stryver
- Rosalie Crutchley ……. Madame Defarge
- Freda Jackson ……. a Vingança
- Duncan Lamont ……. Ernest Defarge
- Christopher Lee ……. Marquis St Evremonde